# Franco Angrisano

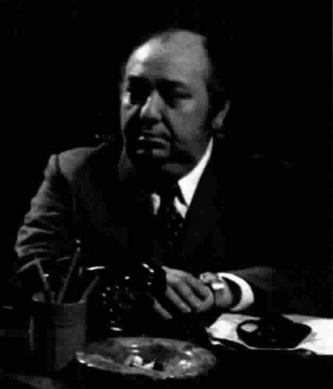

Francesco Angrisano (* 10. Mai 1926 in Potenza; † 20. September 1996 in Salerno) war ein italienischer Schauspieler.

## Leben
Angrisano, Sohn eines Eisenbahnarbeiters, war ein italienischer Charakterdarsteller, der für mehr als 15 Jahre an der Seite von Eduardo De Filippo zu dessen Theatertruppe gehörte. Erst vergleichsweise spät, ab Ende der 1960er Jahre, kam Angrisano ins Filmgeschäft und war bis zu seinem Tod in mehr als fünfzig Filmen spielte. Meist verkörperte der schwergewichtige Charakterdarsteller substanzielle Nebenrollen. Bekannt wurde er dem italienischen Publikum durch die TV-Produktion I ragazzi di Padre Tobia; auf internationaler Bühne geschah dies v. a. durch seine Rollen in Billy Wilders Avanti, Avanti! (als zwielichtiger Weinbergsbesitzer) und neben Terence Hill in Mein Name ist Nobody (als Zugarbeiter).
In späteren Jahren widmete er sich kleinen Amateurbühnen, um auf diese Weise talentierten Neuentdeckungen zum Durchbruch zu verhelfen. Er starb im September 1996 im Alter von 70 Jahren.

## Filmografie (Auswahl)
- 1971: Abend ohne Alibi (In nome del popolo italiano)
- 1972: Avanti, Avanti! (Avanti!)
- 1973: Im Dutzend zur Hölle (Il consigliori)
- 1973: Sie nannten ihn Plattfuß (Piedone lo sbirro)
- 1973: Der unerbittliche Vollstrecker (La polizia sta a guardare)
- 1973: Mein Name ist Nobody (Il mio nome è Nessuno)
- 1974: Die cleveren Zwei (Il bestione)
- 1974: Das Urteil – Prozeß im Schnellverfahren (Processo per direttissima)
- 1975: Die Sexmaschine (Conviene far bene l'amore)
- 1977: Die sieben schwarzen Noten (Sette note in nero)
- 1980: Die Ratte des Syndikats (Mafia, una legge che non perdona)
- 1983: Fellinis Schiff der Träume (E la nave va)
- 1984: Cinderella ’80 (Cenerentola ’80)
- 1986: Camorra (Un complicato intrigo di donne, vicoli e delitti)
- 1986: Die Klugscheißer (Asilo di polizia)
- 1989: Geheimauftrag Erdbeer Vanille (Vanille fraise)
- 1992: Es war einmal ein Mord (Once Upon a Crime)
- 1993: Zwei Brüder in einem Boot (Una storia italiana) (Fernsehfilm)
- 1993: Ein Haus in der Toscana (Fernsehserie, eine Episode)